# El Vilar
El Vilar es un pueblo de Andorra, ubicado en la parroquia de Canillo.